# Halle Bailey
Halle Lynn Bailey (Atlanta, 27 marzo 2000) è un'attrice e cantautrice statunitense.
Notata dalla Parkwood Entertainment di Beyoncé nel 2013, è conosciuta come cantante del duo Chloe x Halle assieme alla sorella Chloe con la quale ha ottenuto cinque candidature ai Grammy Awards, ed è stata inserita nella lista Time 100 Next delle 100 personalità delle nuove generazioni più influenti.
Come attrice, Bailey ha interpretato Skylar Forster nella serie TV Grown-ish. Nel 2023 ha ricevuto il plauso della critica nel ruolo di Ariel nel live action Disney La sirenetta, venendo candidata ai Saturn Award, e della giovane Nettie nella seconda trasposizione cinematografica de Il colore viola. Con il cast di quest'ultimo ha ottenuto candidature agli Screen Actors Guild Award, Critics' Choice Awards e vinto il Black Reel Awards alla migliore canzone originale per Keep It Movin'.

## Biografia

### Infanzia
Halle Lynn Bailey nasce ad Atlanta, in Georgia, il 27 marzo 2000. I suoi genitori sono Courtney e Doug Bailey; ha due sorelle, Ski Bailey e Chloe Bailey, ed un fratello, Branson Bailey. Halle e i fratelli crescono ad Atlanta fino a quando la famiglia si trasferisce a Los Angeles a metà del 2012.
La prima apparizione di Halle avviene a sei anni quando recita nel suo primo film L'ultima vacanza e a dodici anni in Let It Shine e Joyful Noise. Nel corso della sua infanzia e adolescenza ha aperto un canale YouTube con la sorella Chloe in cui interpretano cover di diversi artisti.

### 2010-2020: Chloe x Halle

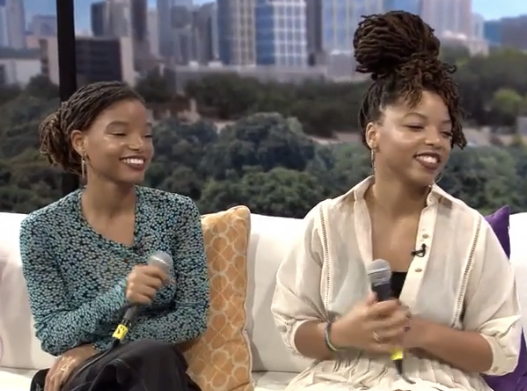
Halle con la sorella Chloe nel 2018

Dagli anni 2010 le due sorelle appaiono in alcuni programmi televisivi e radiofonici grazie al successo del loro canale Youtube, tra cui The Ellen DeGeneres Show e Radio Disney. Nel 2013 il duo pubblica la cover della canzone Pretty Hurts di Beyoncé, grazie alla quale vengono notate dall'etichetta discografica Parkwood Entertainment della cantante.
Il 29 aprile 2016 il duo pubblica l'Ep Sugar Symphony attraverso Parkwood e Columbia Records. Il 16 marzo 2017 pubblicano un mixtape, The Two of Us, considerato dalla rivista Rolling Stone tra i 20 miglior album R&B del 2017. Dall'album viene estratto il singolo Grown, scelto come brano colonna sonora della serie televisiva Grown-ish. Nell'anno successivo entrambe le sorella entrano a far parte del cast della serie, interpretando le sorelle Skylar (Halle) e Jazlyn Forster (Chloe) sino al 2022.
Il loro primo album, The Kids Are Alright, viene pubblicato nel 2018, grazie a cui il duo viene candidato ai Grammy Awards 2019 sia nella categoria al miglior artista esordiente che per il miglior album urban contemporaneo.L'anno successivo le sorelle pubblicano due singoli, Catch Up in collaborazione con Swae Lee e Mike Will Made It e Do It , facendo il loro primo ingresso nella Billboard Hot 100. I due singoli fanno parte del secondo album in studio del duo, Ungodly Hour, pubblicato il 12 giugno 2020, e esordito alla posizione numero 16 della Billboard 200. Il progetto vale alle sorelle due candidature ai Grammy Awards 2021, tra cui al miglior album R&B progressivo e alla miglior canzone R&B per Do It. Il duo viene riconosciuto con il Rising Star Award ai Billboard Women in Music Awards e ottiene il NAACP Image Award come miglior canzone R&B per Do It.

### Carriera cinematografica e solista
Nel 2021 le sorelle Bailey hanno intrapreso progetti discografici e cinematografici separati. Halle fa la sua prima performance da solista cantando Can You Feel the Love Tonight all'evento The Most Magical Story on Earth: 50 Years of Walt Disney World, in celebrazione dei cinquanta anni del Walt Disney World Resort.
Dopo la prima esperienza cinematografica, affiancata da personalità come Queen Latifah in L'ultima vacanza, Halle a sette anni interpreta Tiffany nell'episodio Why Can't We Be Friends della serie tv Tyler Perry's House Of Payne.
Successivamente entra, insieme alla sorella Chloe, a far parte del cast di Joyful Noise, accanto a Queen Latifah, Dolly Parton e Keke Palmer.
All'età di sedici anni appare nella clip Freedom del visual album Lemonade di Beyoncé, un mediometraggio di 60 minuti trasmesso su HBO il 23 aprile 2016 e plurinominato ai Primetime Emmy Awards. Tra le celebrità presenti, oltre a sua sorella Chloe Bailey, ci sono l'attrice Zendaya e la tennista Serena Williams.
Nel 2018 partecipa al programma comico di improvvisazione Wild 'n Out presentato da Nick Cannon e nello stesso anno inizia a recitare nella serie tv Grown-ish, sequel della serie tv  Black-ish, in cui interpreta Skylar "Sky" Foster. Inizialmente il personaggio non appare in tutti gli episodi, ma con la seconda stagione inizia ad essere presente regolarmente in ogni episodio diventando uno dei principali.
La serie le ha fatto guadagnare una nomination ai NAACP Image Award nel 2020. Con la sorella, interprete di Jazz Foster nella serie, pubblicano delle canzoni che entrano a far parte della colonna sonora ed insieme lasciano la serie dopo la quarta stagione.
Nel 2019 Halle entra ufficialmente nel cast del film live action La sirenetta del regista Rob Marshall, come interprete della protagonista Ariel. Le riprese si svolgono tra il 30 gennaio e l'11 luglio 2021, in diversi luoghi come Sardegna e Regno Unito e per il film Halle registra anche la colonna sonora.
Nel 2022 viene annunciato che Halle sarebbe entrata a far parte del musical Il colore viola diretto da Blitz Bazawule e prodotto da Oprah Winfrey in collaborazione con Steven Spielberg, interpretando il personaggio di Nettie e recitando con Fantasia Barrino, Danielle Brooks e Taraji P. Henson.
Il 4 agosto 2023 pubblica il suo singolo di debutto da solista dal titolo Angel.

## Stile e influenze musicali
Lo stile di Halle è principalmente composto da R&B, pop e jazz; quest'ultimo, insieme alla Musica classica, è tra i suoi stili preferiti.
Tra le sue influenze principali cita Billie Holiday, esponente della musica jazz che ha scoperto all'età di cinque anni e a cui si ispirano i suoi vocalizzi e Whitney Houston.
Si riferisce poi alla cantante Beyoncé come un mentore che ha incoraggiato lei e la sorella a proseguire con la loro musica.

## Vita privata
Nel 2021 si fidanza con il rapper DDG, apparendo anche nel video musicale della sua canzone If I Want You. Nel 2023 la coppia ha il loro primo figlio di nome Halo. Nel 2024 la coppia si separa.

## Filmografia

### Cinema
- L'ultima vacanza (Last Holiday), regia di Wayne Wang (2006)
- Joyful Noise - Armonie del cuore (Joyful Noise), regia di Todd Graff (2012)
- La sirenetta (The Little Mermaid), regia di Rob Marshall (2023)
- Il colore viola (The Color Purple), regia di Blitz Bazawule (2023)

### Televisione
- Tyler Perry's House of Payne – serie TV, episodio 2x30 (2007)
- Let It Shine, regia di Paul Hoen – film TV (2012)
- Austin & Ally – serie TV, episodio 2x24 (2013)
- Lemonade, regia di Beyoncé – film TV (2016)
- Grown-ish – serie TV (2018-2022)

### Cortometraggi
- The Kids Are Alright (2018)
- Why The Sun And The Moon Live In The Sky (2021)
- Halle Bailey presented by Fendi (2021)

### Video musicali
- All Night (2016)
- Drop (2016)
- Fall (2016)
- Grown (2017)
- The Kids Are Alright (2018)
- Warrior (2018)
- Happy Without Me (2018)
- Shine Bright (2018)
- Cool People (2018)
- Who Knew (2019)
- Catch Up (2020)
- Do It (2020)
- Forgive Me (2020)
- Ungodly Hour (2021)
- If I want You (2022) in collaborazione con DDG
- It’s Giving (2022), in collaborazione con Latto
- Angel (2023)
- In your hands (2024)
- Because I love you (2024)
- Back and forth (2025)

## Discografia

### Solista

#### Singoli
- 2023 – Part of Your World
- 2023 – Angel
- 2023 – Keep It Movin'
- 2024 – In Your Hands
- 2024 – Because I Love You
- 2025 – Back and Forth
- 2025 – Rather Be Alone (con Leon Thomas)
- 2025 – Braveface

### Colonne sonore
- 2023 – La sirenetta
- 2023 – Il colore viola

### Chloe X Halle
- 2018 – The Kids Are Alright
- 2020 – Ungodly Hour

## Crediti come autrice

### Chloe X Halle

#### Canzoni presenti negli album
- Sugar Symphony tutte le canzoni[43]
- The Two Of Us tutte le canzoni tranne Future, Chase, Upset Stomach, All I Ever Wanted, Up All Night[44]
- The Kids Are Alright tutte le canzoni tranne Hello Friend (intro)[45]
- Ungodly Hour tutte le canzoni[46]

#### Altre canzoni
- 2017 – Bougie Party per la serie tv Dear White People[47]
- 2017 – I Say So[48]
- 2019 – Wolf At Your Door per la raccolta For The Throne ispirata alla serie tv Il Trono di Spade[49]
- 2019 – Who Knew per la serie tv Grown-ish[50]
- 2019 – Thinkin Bout Me per la serie tv Grown-ish[51]
- 2019 – Be Yourself per il film La Piccola Boss[52]

### Per altri artisti
- 2018 – Lonely Road di Willow[53]

## Tournée

### Artista d'apertura
Con la sorella Chloe
- 2016 – The Formation World Tour di Beyoncé
- 2016 – Cheers to the Fall Tour di Andra Day
- 2018 – On the Run II Tour di Beyoncé e Jay-Z

## Doppiatrici italiane
Nelle versioni in italiano delle opere in cui ha recitato, Halle Bailey è stata doppiata da:
- Margherita De Risi in Grown-ish
- Sara Labidi ne La sirenetta (dialoghi)
- Yana C ne La sirenetta (canto)
- Agnese Marteddu ne Il colore viola

## Premi e riconoscimenti
Come membro del duo musicale Chloe x Halle ha ottenuto numerose candidature, tra cui cinque ai Grammy Award, tra cui come miglior artista esordiente nel 2019, oltre che otto ai BET Awards, cinque agli MTV Video Music Awards, sette ai Soul Train Music Award. Il duo ha vinto due NAACP Image Award su cinque candidature e il Rising Star Award ai Billboard Women in Music Awards. 
Grammy Awards
- 2024 – Candidatura alla miglior canzone R&B per Angel

Black Reel Awards
- 2024 – Miglior canzone originale per Keep It Movin'[54]
- 2024 – Candidatura alla miglior attrice emergente per La sirenetta

Critics' Choice Movie Awards
- 2024 – Candidatura al miglior cast per Il colore viola[55]

NAACP Image Awards
- 2020 – Candidatura come miglior attrice non protagonista in una serie comica per Grown-ish[28]
- 2024 – Miglior cast in un film per Il colore viola
- 2024 – Candidatura alla miglior attrice non protagonista in un film per Il colore viola
- 2024 – Candidatura alla miglior attrice protagonista in un film per La sirenetta

Saturn Award
- 2024 – Candidatura come miglior attrice emergente per La sirenetta

Screen Actors Guild Award
- 2024 - Candidatura al miglior cast cinematografico per Il colore viola